# Лупень (комуна)
Лупень, Лупені (рум. Lupeni) — комуна у повіті Харгіта в Румунії. До складу комуни входять такі села (дані про населення за 2002 рік):
- Булгерень (289 осіб)
- Бісерікань (698 осіб)
- Лупень (1808 осіб) — адміністративний центр комуни
- Морерень (720 осіб)
- Пелтініш (427 осіб)
- Пеулень (209 осіб)
- Сату-Мік (86 осіб)
- Синчел (15 осіб)
- Фіртушу (182 особи)

Комуна розташована на відстані 226 км на північ від Бухареста, 44 км на захід від М'єркуря-Чука, 131 км на схід від Клуж-Напоки, 85 км на північ від Брашова.

## Населення
За даними перепису населення 2002 року у комуні проживали 4434 особи.
Національний склад населення комуни:
| Національність | Кількість осіб | Відсоток |
| -------------- | -------------- | -------- |
| угорці         | 4402           | 99,3%    |
| румуни         | 30             | 0,7%     |
| цигани         | 2              | < 0,1%   |

Рідною мовою назвали:
| Мова      | Кількість осіб | Відсоток |
| --------- | -------------- | -------- |
| угорська  | 4403           | 99,3%    |
| румунська | 26             | 0,6%     |
| циганська | 5              | 0,1%     |

Склад населення комуни за віросповіданням:
| Релігія                                       | Кількість осіб | Відсоток |
| --------------------------------------------- | -------------- | -------- |
| римо-католики                                 | 3584           | 80,8%    |
| реформати                                     | 555            | 12,5%    |
| унітарії                                      | 226            | 5,1%     |
| православні                                   | 23             | 0,5%     |
| адвентисти                                    | 1              | < 0,1%   |
| лютерани (Синодально-пресвітеріанська церква) | 1              | < 0,1%   |
| не вказали релігію                            | 6              | 0,1%     |